# Heinrich Ehrenbrecht
Heinrich Kurt Fritz Ehrenbrecht (* 19. August 1895 in Rohrberg (Kreis Salzwedel); † 24. September 1960 in Magdeburg) war ein deutscher Zahnmediziner, Tischtennisfunktionär und von 1935 bis 1945 der dritte Präsident des Deutschen Tischtennis-Bundes DTTB.

## Präsidentschaft
Von 1932 bis 1935 war Ehrenbrecht Vizepräsident im DTTB. Im Dezember 1935 löste er seinen Vorgänger Werner Arndt als DTTB-Präsident ab.
Unter seiner Führung wurde der DTTB am 1. Januar 1936 selbständig, nachdem er bis dahin eine Fachuntergruppe im Fachamt Tennis war. Allerdings war der DTTB weiterhin dem Fachamt Tennis disziplinarisch unterstellt.
Ehrenbrecht bekleidete dieses Amt bis 1945, wobei der Spielbetrieb während des Zweiten Weltkrieges weitgehend erlosch. In seine Amtszeit fallen Erfolge der deutschen Damennationalmannschaft, die bei den Weltmeisterschaften 1936 und 1937 Silber gewann und 1939 als Kombination Deutschland/Österreich Weltmeister wurde.
Nach der Neugründung des DTTB wurde 1949 Karl-Heinz Eckardt als DTTB-Präsident gewählt.

## Privat
Heinrich Kurt Fritz Ehrenbrecht machte 1917 das Abitur am Domgymnasium Magdeburg. Er studierte Zahnmedizin in Greifswald und war seit 1919 Mitglied der Greifswalder Burschenschaft Rugia (seit 1951 Burschenschaft Dresdensia-Rugia Frankfurt). Zwischen 1919 und 1923 wurde er in Magdeburg wohnhaft. Hier verdiente er seinen Lebensunterhalt als Zahnarzt und praktizierte mindestens bis 1954. 1923 heiratete er Helene Hoffmann, mit ihr hatte er mindestens zwei Kinder. Zeitweise war er Vorsitzender der Abrechnungsstelle Zahnärzte. Nach kurzer Krankheit verstarb er 1960. Er wurde auf dem Westfriedhof in Magdeburg eingeäschert.